# Tabazoa de Hedroso
Tabazoa de Hedroso (llamada oficialmente Santa María de Tabazoa de Hedroso) es una parroquia y un lugar del municipio español de Viana del Bollo, en la provincia de Orense, Galicia.

## Toponimia
La parroquia también es conocida por el nombre de Santa María de Tabazoa de Edroso.

## Organización territorial
La parroquia está formada por una entidad de población:
- Tabazoa de Hedroso (Tabazoa de Edroso)

## Demografía
Gráfica demográfica del lugar y parroquia de Tabazoa de Hedroso según el INE español:
| Gráfica de evolución demográfica de Tabazoa de Hedroso entre 2000 y 2023 |
|                                                                          |
| Datos según el nomenclátor publicado por el INE.                         |